# Gravdalssjön
Gravdalssjön är en sjö i Dals-Eds kommun i Dalsland och ingår i Göta älvs huvudavrinningsområde. Sjön är 34 meter djup, har en yta på 1,36 kvadratkilometer och är belägen 135,9 meter över havet. Sjön avvattnas av vattendraget Nolbyälven.

## Delavrinningsområde
Gravdalssjön ingår i det delavrinningsområde (656845-127141) som SMHI kallar för Utloppet av Gravdalssjön. Medelhöjden är 171 meter över havet och ytan är 8,02 kvadratkilometer. Det finns inga avrinningsområden uppströms utan avrinningsområdet är högsta punkten. Nolbyälven som avvattnar avrinningsområdet har biflödesordning 4, vilket innebär att vattnet flödar genom totalt 4 vattendrag innan det når havet efter 286 kilometer. Avrinningsområdet består mestadels av skog (78 procent). Avrinningsområdet har 1,57 kvadratkilometer vattenytor vilket ger det en sjöprocent på 19,6 procent.